# Железная конфедерация
Железная конфедерация (англ. Iron Confederacy, кри Nehiyaw-Pwat) или Железный альянс (англ. Iron Alliance) — политический и военный союз равнинных индейцев, сформировавшийся на западе Канады и на территории современных американских штатов Северная Дакота и Монтана. Конфедерация образовалась в конце XVII века и прекратила своё существование с окончанием Северо-Западного восстания. 

## Состав конфедерации

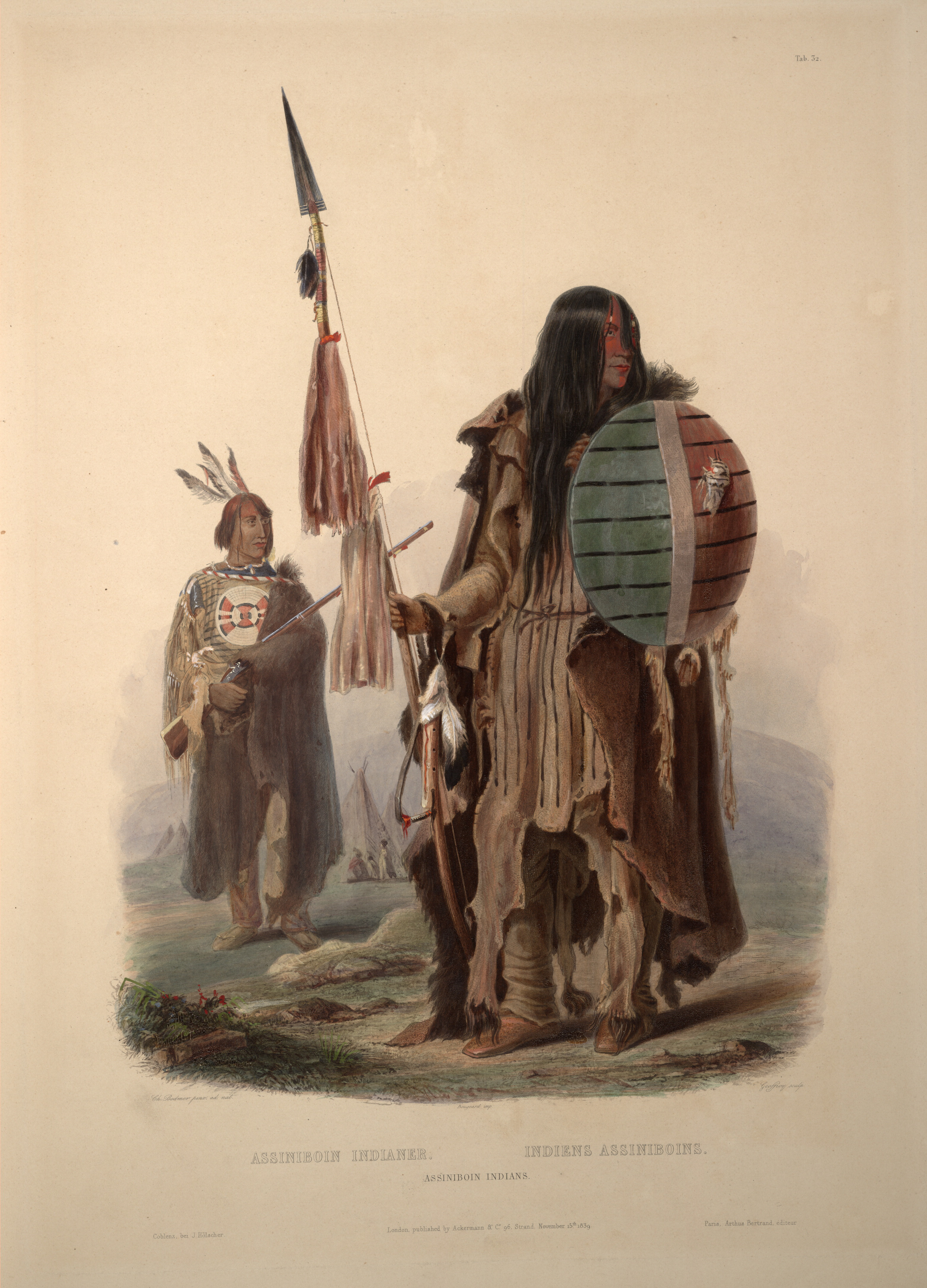
Два воина, ассинибойны. Художник Карл Бодмер

Конфедерация включала в себя различные отдельные группы, которые образовывали политические, охотничьи и военные союзы для защиты от общих врагов . Группы внутри этого союза имели тесные родственные связи и являлись независимыми образованиями, которые принадлежали к более крупным региональным группам, а не к отдельным политическим единицам. Этническими  группами, составлявших  конфедерацию, были: 
- Равнинные кри[1] — алгонкиноязычное индейское племя. Населяли северные регионы Великих равнин.
- Лесные кри — проживали на севере современных провинций Альберта и Саскачеван. Являлись членами конфедерации лишь на раннем этапе и к концу XVIII века, заключив мирные договора со своими северными соседями[2][3][4], вышли из союза.
- Ассинибойны[1] — сиуязычный народ. Изначально обитали на севере Великих равнин с центром на территории современной канадской провинции Саскачеван; также населяли часть современной провинции Альберта, юго-запад Манитобы, север штата Монтана и запад штата Северная Дакота.
- Стони[1] — сиуязычное племя, проживали на западе канадских равнин и в предгорьях Скалистых гор[5]. Являются близкими родственниками ассинибойнов.
- Равнинные оджибве[1] — алгонкиноязычное племя. К 1790 годам стали часто кочевать к западу от реки Ред-Ривер и к югу от реки Ассинибойн[6], лишь к 1830-м годам они стали настоящими равнинными индейцами и переняли большинство элементов степной культуры[7].
- Канадские метисы[1] — особая этническая группа, сформировавшаяся на западе Канады в XVII—XIX вв. в результате смешения французских и британских колонистов с женщинами индейского происхождения.
- Западные ирокезы — небольшая группа ирокезов и метисов франко-ирокезского происхождения, мигрировавшая на запад Канады во время расцвета пушной торговли. Проживали в основном на западе современной провинции Альберта.

Большая часть членов конфедерации принадлежала к ассинибойнам и кри, далее шли оджибве, стони, метисы и ирокезы. Как правило группы, живущие на южных равнинах, считались ассинибойнами, восточные и юго-восточные группы относились к равнинным оджибве, а северные и северо-западные к равнинным кри. Эти обозначения обычно мало говорили об этнической и языковой идентичности и происхождении названных групп, так как во время своей экспансии на запад, северо-запад и юго-запад различные группы кри, ассинибойнов, стони, оджибве и метисов часто вступали в брак между собой или заключали союзы, укреплённые семейными узами, и почти каждая группа Железной конфедерации была этнически и лингвистически смешанного происхождения. Многие группы были только номинально, по названию, кри, ассинибойны или оджибве, так как они часто были этнически, политически и лингвистически неотличимы друг от друга белыми людьми и соседними племенами.

## История

### Образование конфедерации

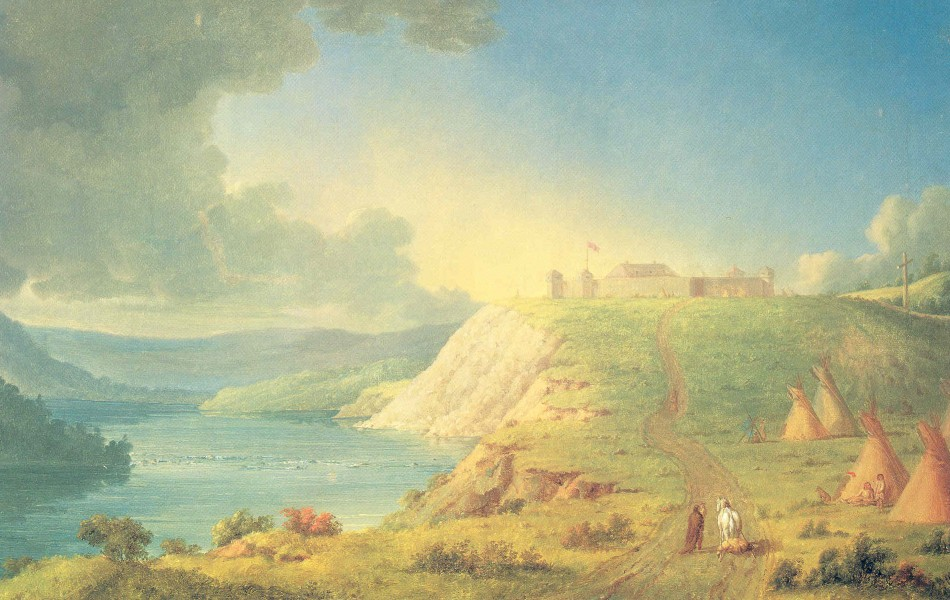
Форт Эдмонтон на реке Норт-Саскачеван, торговый пост Компании Гудзонова залива. Худ. Пол Кейн

Когда Компания Гудзонова залива открыла свои первые посты, кри стали их основными клиентами и посредниками. До этого они получали от французских торговцев только подержанные товары, от которых другие племена были готовы отказаться. Вооружившись в XVII веке огнестрельным оружием и получив прямой доступ к европейским товарам, кри продвинулись на запад из лесов на Великие равнины. Постепенно равнинные кри стали торговцами, снабжая ружьями племена, не имевшие контактов с европейцами.
Когда кри начали получать ружья от торговцев Компании Гудзонова залива, они увеличили нападения на янктонаев и ассинибойнов, причём из-за более северного положения основной удар пришелся по последним. Ассинибойны заключили с кри мир и и те позволили им жить на своей территории. С тех пор их союз продолжался до поселения в резервации. Стони, как близкие родственники ассинибойнов, также вступили в союз с кри.
Группы оджибве, мигрировав на Великие равнины, охотились и мирно жили среди преобладающих ассинибойнов и равнинных кри. Уже к 1805 году сообщалось, что часть оджибве живёт среди ассинибойнов и кри и существует за счёт охоты на бизонов. В 1817 году оджибве, ассинибойны и кри продали земли вдоль рек Ассинибойн и Ред-Ривер колонии Селкирка и ушли на равнины Саскачевана. В это же время участились стычки с племенами сиу за доступ к местам охоты на бизонов. После 1820 года равнинные оджибве установили тесные связи с появившимися поселениями метисов. Они охотились на бизонов вместе с метисами на юге Манитобы и на севере современного штата Северная Дакота, а после 1850 года часть оджибве мигрировала вместе с метисами на равнины Альберты и Монтаны.
Немногочисленные ирокезы и метисы франко-ирокезского происхождения являлись в основном служащими Компании Гудзонова залива и имели тесные связи с племенами, образовавшими альянс. Со временем между ними возникли и родственные связи, особенно со стони и равнинными кри, и они часто воевали вместе против общих врагов.

### Могущество и упадок

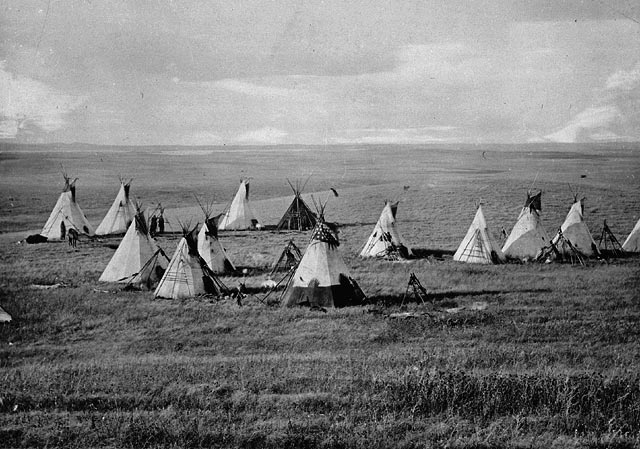
Лагерь равнинных кри в Альберте, 1871 г.

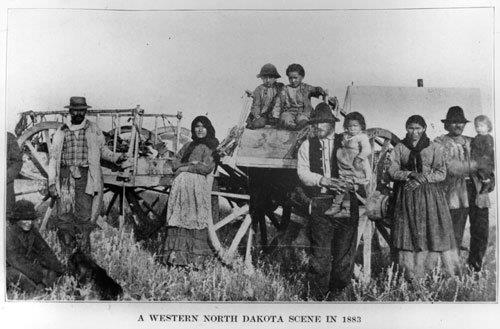
Семья метисов, Северная Дакота, 1883 г.

Примерно с 1800 по 1850 год Железная конфедерация достигла своего могущества, контролируя торговлю с такими постами Компании Гудзонова залива, как форт Питт и форт Эдмонтон. Их южная экспансия достигла своего пика в 1860-х годах, когда равнинные кри контролировали большую часть современного южного Саскачевана и восточно-центральной Альберты, а ассинибойны овладели северо-восточной Монтаной..
На севере Великих равнин конфедерация стала доминировать во время расцвета торговли пушниной в Северной Америке, когда её группы действовали в качестве посредников, контролируя поток огнестрельного оружия и европейских товаров к другим индейским племенам, а также  поток мехов к торговым постам Компании Гудзонова залива, Северо-Западной меховой компании и Американской  меховой  компании. Кроме того, железный альянс контролировал торговые пути и большую часть торговли лошадьми, играл важную роль в охоте на бизонов и в поставках пеммикана. 
Основными врагами конфедерации были черноногие и племена сиу. Вражда с сиу прекратилась к концу 1870-х годов, а с черноногими лишь к середине 1880-х. Кроме них конфедерация воевала в разное время с манданами, хидатса, арикара, гровантрами, шайеннами, кроу, шошонами, банноками, не-персе, пан-д’орей, флатхедами, кутеней, сарси и шусвапами. С белыми людьми альянс обычно поддерживал мир, хотя столкновения иногда происходили — в 1873 году охотники на волков убили около 16 ассинибойнов, в том числе женщин и детей, а трупы изуродовали. В 1885 году часть воинов Железной конфедерации приняла участие в Северо-Западном восстании.
Примерно с 1850 года популяция бизона на землях конфедерации стала стремительно сокращаться. Бизоны мигрировали сезонно, что создавало потенциальную возможность вооружённого конфликта из-за права на их охоту. Они часто пересекали границы различных племён, и отчаявшиеся охотники испытывали искушение последовать за ними, что приводило к частым стычкам. Бизонов все ещё было много на землях черноногих, что заставляло охотничьи отряды конфедерации пробираться на их территорию, а это часто приводило к вооружённым конфликтам.
Несмотря на периодические успехи, Железная конфедерация так и не смогла восстановить постоянный доступ к стадам бизонов. В 1870 году произошла последняя крупномасштабная битва между черноногими и равнинными кри, которая завершилась решительной победой черноногих, кри потеряли убитыми 240 человек.
Упадок меховой торговли и исчезновение бизонов подорвали могущество конфедерации после 1860-х годов и она больше не могла выступать в качестве барьера для американской и канадской экспансии.